# Matteo Milan
Matteo Milan (født 22. januar 2003 i Tolmezzo) er en cykelrytter fra Italien, der kører for Lidl-Trek Future Racing. Han er lillebror til Jonathan Milan.